# 科錫斯特島
科錫斯特島是俄羅斯的島嶼，屬於北地群島的一部分，位於十月革命島以北的拉普捷夫海，由克拉斯諾亞爾斯克邊疆區負責管轄，長2.1公里、寬700米，島上無人居住。